# Coppa dei Balcani 1980-1981 (club)
La Coppa dei Balcani per club 1980-1981 è stata la diciottesima edizione della Coppa dei Balcani, la competizione per squadre di club della penisola balcanica e Turchia.
È stata vinta dagli jugoslavi del Velež Mostar, al loro primo titolo. Le gare dei gironi sono state disputate durante la stagione 1980-81, mentre le finali a fine 1981, quindi nella stagione 1981-82.

## Squadre partecipanti
Tutte le nazioni partecipano con una sola rappresentante.
| Squadra            | Stagione 1979-80                       |
| ------------------ | -------------------------------------- |
| Flamurtari Valona  | 5º in Albania                          |
| Trakia Plovdiv     | 5º in Bulgaria                         |
| AEK Atene          | 4º in Grecia                           |
| Velež Mostar       | 8º in Jugoslavia                       |
| Sportul Studențesc | 6º in Romania. Detentore Coppa Balcani |
| Zonguldakspor      | 3º in Turchia                          |

## Torneo

### Girone A
| Squadra           | Pti | G | V | N | P | GF | GS | QR    |
| ----------------- | --- | - | - | - | - | -- | -- | ----- |
| Velež Mostar      | 4   | 4 | 2 | 0 | 2 | 8  | 6  | 1.333 |
| AEK Atene         | 4   | 4 | 2 | 0 | 2 | 7  | 7  | 1.000 |
| Flamurtari Valona | 4   | 4 | 2 | 0 | 2 | 7  | 9  | 0.778 |

|            | Vel | AEK | Fla |
| ---------- | --- | --- | --- |
| Velež      |     | 2-0 | 4-1 |
| AEK        | 3-1 |     | 3-2 |
| Flamurtari | 2-1 | 2-1 |     |

#### Risultati
| Mostar 17 settembre 1980 | Velež Mostar | 2 – 0 | AEK Atene | Stadion pod Bijelim Brijegom |

| Atene 8 ottobre 1980                                    | AEK Atene | 3 – 2               | Flamurtari Valona | Nea Filadelfeia |
| \| \| \| \| \| ? \| Marcatori \| 15’ Çurri 35’ Zilja \| |           |                     |                   |                 |
|                                                         |           |                     |                   |                 |
| ?                                                       | Marcatori | 15’ Çurri 35’ Zilja |                   |                 |

| Valona 23 ottobre 1980                                   | Flamurtari Valona | 2 – 1 | Velež Mostar | Flamurtari Stadium |
| \| \| \| \| \| Çurri 43’ Lleshi 55’ \| Marcatori \| ? \| |                   |       |              |                    |
|                                                          |                   |       |              |                    |
| Çurri 43’ Lleshi 55’                                     | Marcatori         | ?     |              |                    |

| Atene 7 marzo 1981 | AEK Atene | 3 – 1 | Velež Mostar | Nea Filadelfeia |

| Valona 19 marzo 1981                                     | Flamurtari Valona | 2 – 1 | AEK Atene | Flamurtari Stadium |
| \| \| \| \| \| Çurri 20’ Kovaçi 50’ \| Marcatori \| ? \| |                   |       |           |                    |
|                                                          |                   |       |           |                    |
| Çurri 20’ Kovaçi 50’                                     | Marcatori         | ?     |           |                    |

| Mostar 9 aprile 1981                           | Velež Mostar | 4 – 1      | Flamurtari Valona | Stadion pod Bijelim Brijegom |
| \| \| \| \| \| ? \| Marcatori \| 79’ Kovaçi \| |              |            |                   |                              |
|                                                |              |            |                   |                              |
| ?                                              | Marcatori    | 79’ Kovaçi |                   |                              |

### Girone B
| Squadra            | Pti      | G        | V        | N        | P        | GF       | GS       | QR       |
| ------------------ | -------- | -------- | -------- | -------- | -------- | -------- | -------- | -------- |
| Trakia Plovdiv     | 2        | 2        | 1        | 0        | 1        | 5        | 3        | 1.667    |
| Sportul Studențesc | 2        | 2        | 1        | 0        | 1        | 3        | 5        | 0.600    |
| Zonguldakspor      | ritirato | ritirato | ritirato | ritirato | ritirato | ritirato | ritirato | ritirato |

|               | Tra | Spo | Zon |
| ------------- | --- | --- | --- |
| Trakia        |     | 3-0 | —   |
| Sportul       | 3-2 |     | —   |
| Zonguldakspor | —   | —   |     |

#### Risultati
| Bucarest 23 ottobre 1980                            | Sportul Studențesc | 3 – 2           | Trakia Plovdiv | Stadio Regie |
| \| \| \| \| \| ? \| Marcatori \| Manolov Slavkov \| |                    |                 |                |              |
|                                                     |                    |                 |                |              |
| ?                                                   | Marcatori          | Manolov Slavkov |                |              |

| Plovdiv 12 agosto 1981 | Trakia Plovdiv | 3 – 0 A tavolino | Sportul Studențesc | Stadio Trakia |

### Finale
| Squadra 1      | Totale | Squadra 2    | Andata | Ritorno |
| -------------- | ------ | ------------ | ------ | ------- |
| Trakia Plovdiv | 7–12   | Velež Mostar | 5–6    | 2–6     |

| Arbitro: | Antonios Vassaras (Grecia) |

|                                                               |           |                                                                     |
| Kostadinov 3’, 55’ (rig.), 59’ (rig.) Slavkov 42’ Bakalov 83’ | Marcatori | 17’ Bijedić 32’, 75’ Bajević 40’ Međedović 46’ Karabeg 77’ Bingulac |

| Arbitro: | Jucan (Romania) |

|                                                           |           |                         |
| Bingulac 2’, 46’, 79’ Horozov 10’ (aut.) Bajević 17’, 24’ | Marcatori | 66’ Agrirov 53’ Yurukov |